# Nieuwe Utrechtseweg

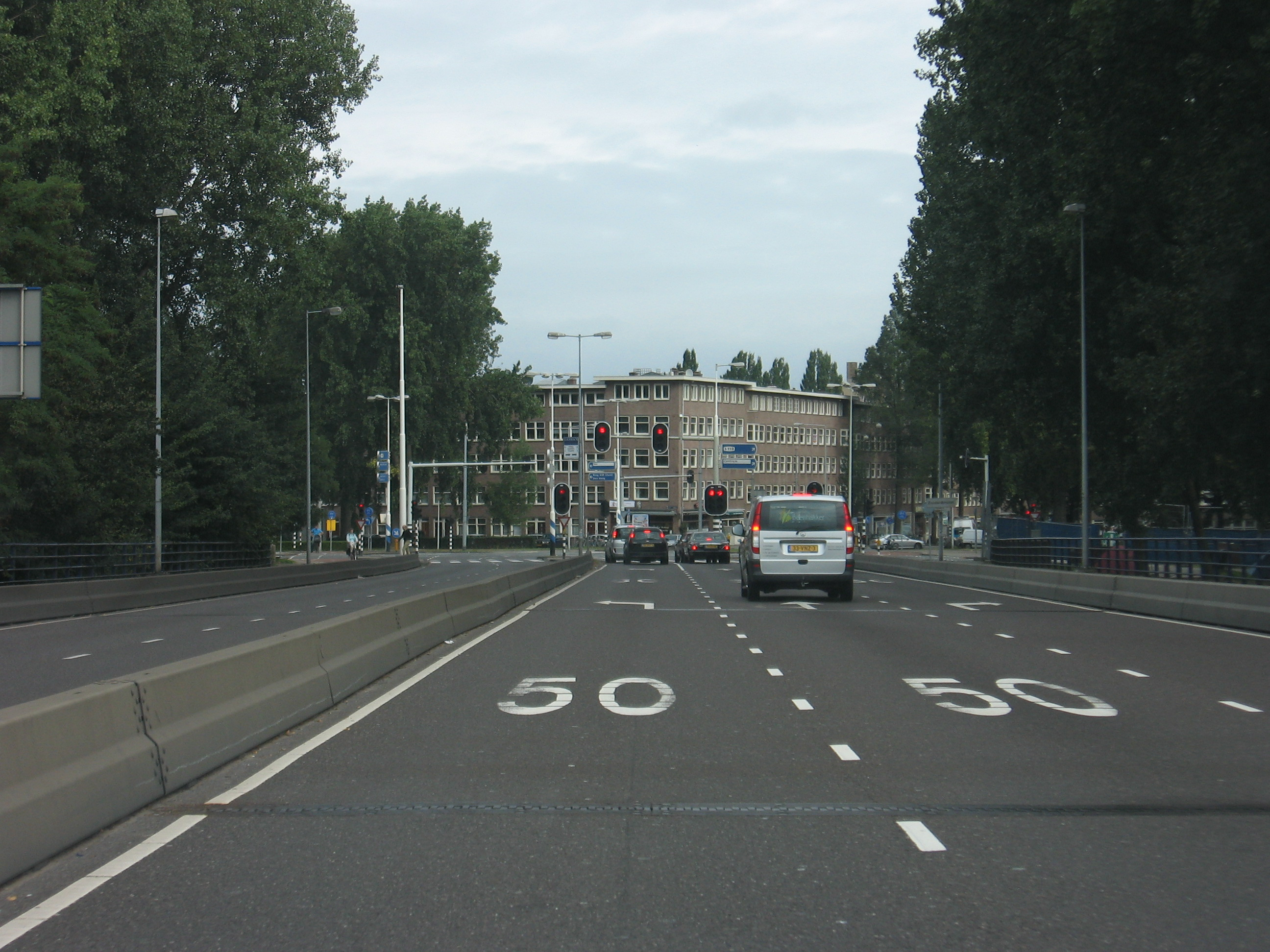
Nieuwe Utrechtseweg, op de Utrechtsebrug richting Amsterdam

De Nieuwe Utrechtseweg in Amsterdam is de overgang van de S110 en de A2. De weg is circa 0,5 kilometer lang en verbindt het Knooppunt Amstel met de President Kennedylaan. De Utrechtsebrug maakt deel uit van de weg die werd geopend met de ingebruikname van deze brug op 1 april 1954. Halverwege de weg bevindt zich een Esso-tankstation.
Tussen de Nieuwe Utrechtseweg en de veel noordelijker gelegen winkelstraat Utrechtsestraat lopen de Rijnstraat, de Van Woustraat en het Westeinde.
Ringweg A10 (Ringweg-West, -Noord / -Oost / -Zuid)

Overige autosnelwegen:
voorheen Muiderstraatweg (A1) · 
Utrechtseweg (A2) · 
Haagseweg (A4) · 
Westrandweg (A5) · 
Coentunnelweg (A8) ·
Gaasperdammerweg (A9)

Stadsroutes:
S100 ·
S101 ·
S102 ·
S103 ·
S104 ·
S105 ·
S106 ·
S107 ·
S108 ·
S109 ·
S110 ·
S111 ·
S112 ·
S113 ·
S114 ·
S115 ·
S116 ·
S117 ·
S118

Overige wegen:
Gooiseweg ·
Haarlemmerweg ·
Nieuwe Leeuwarderweg ·
Nieuwe Utrechtseweg

Knooppunten:
Amstel ·
Coenplein ·
De Nieuwe Meer ·
Holendrecht ·
Watergraafsmeer